# 電話 (松山千春の曲)
「電話」（でんわ）は、松山千春が1983年6月21日にリリースした15枚目のシングルである。

## 解説
同年5月にリリースされたアルバム『今、失われたものを求めて』からのシングルカット。松山のオリジナル・アルバム収録曲がシングルA面としてリリースされたのは、1977年の「かざぐるま」以来年6年振りとなる。
オリコンでは1978年の「季節の中で」以来、前作の「Sing a Song」まで10作連続でBEST10入りを果たしていたが、本作は18位止まりとなり、松山のシングルオリコンBEST10入りは10作連続で途切れた。

## 収録曲
| 全作詞・作曲: 松山千春、全編曲: 服部克久。 |            |          |            |      |
| #                                          | タイトル   | 作詞     | 作曲・編曲 | 時間 |
| 1.                                         | 「電話」   | 松山千春 | 松山千春   | 4:47 |
| 2.                                         | 「流れ雲」 | 松山千春 | 松山千春   | 4:49 |
| 合計時間:                                  | 合計時間:  | 9:36     |            |      |